# Mamadou Djikiné
Mamadou Djikiné (sinh ngày 16 tháng 5 năm 1987 ở Bamako) là một cầu thủ bóng đá người Mali thi đấu cho câu lạc bộ Bồ Đào Nha S.C. Covilhã ở vị trí tiền vệ phòng ngự.